# Tipula kincaidi
Tipula kincaidi är en tvåvingeart som beskrevs av Alexander 1949. Tipula kincaidi ingår i släktet Tipula och familjen storharkrankar. Inga underarter finns listade i Catalogue of Life.